# Farmakoekonomika
Fármakoekonómika je veda, ki proučuje ekonomske vidike v procesu uporabe zdravil. Ima pomembno vlogo pri sprejemanju odločitev pri razvoju in uvajanju novega zdravila, pri načrtovanju in obdelavi terapevtskih in diagnostičnih strategij in pri optimalni uporabi omejenih virov v zdravstvu. Proučuje
zdravstvene in ekonomske koristi ter stroške zdravljenja z zdravili in skuša podati osnove za čim boljšo izkoriščenost virov za zdravstveno varstvo v povezavi z zdravstvenimi koristmi, rezultati in kakovostjo življenja.
Farmakoekonomika tako identificira, meri in primerja stroške zdravljenj z njihovimi izidi, ki pa niso le klinični, temveč tudi humanističnimi izidi. Klinični izidi lahko vključujejo učinkovitost strategije zdravljenja (na primer preprečevanje srčno-žilnih zapletov pri zdravilih za zniževanje povišanega krvnega tlaka), lahko pa tudi samo napovedne dejavnike (npr. nadzor krvnega tlaka), ki dobro napovedujejo dolgoročnejše učinke. Koncept humanističnih izidov se je razvil v novejšem času in vključuje vrednotenje kakovosti zdravja ter zadovoljstva bolnika z nivojem zdravstvenih storitev. Ta vrsta izidov podaja dodatni vpogled v bolnikovo zdravje v širšem pomenu besede. Pri oceni stroškov zdravljenja se ne upoštevajo le stroški zdravil, marveč tudi drugi neposredni in posredni stroški, na primer strošek priprave zdravila, strošek zdravljenja neželenih učinkov zdravila, strošek sistema zaradi bolnikove odsotnosti od dela ipd.

## Farmakoekonomske analize
Za določitev farmakoekonomske upravičenosti ali neupravičenosti se uporabljajo različne farmakoekonomske analize. V preteklosti so določali stroške za enoto zdravila (npr. škatlo zdravila), nato stroške za en odmerek in na dan zdravljenja ter kasneje stroške za doseganje vnaprej opredeljenega izida, ki se želi z zdravljenjem doseči. V novejšem času se uporabljajo zahtevnejša orodja, tako imenovane farmakoekonomske analize, ki jih je več vrst:
- analiza stroškov (angl. (Cost Analysis) – vrsta ekonomske analize, ki upošteva le stroške zdravljenja ne glede na izide zdravljenja;[4]
- analiza zmanjševanja stroškov (angl. Cost-Minimisation Analysis) – primerja zgolj stroške alternativnih strategij zdravljenja, pri katerih ni razlik v kliničnih oziroma humanističnih izidih, da se določi najcenejša strategija zdravljenja;[1]
- analiza stroškovne učinkovitosti (angl. Cost-Effectiveness Analysis) – vrednoti tako stroške kot izide primerjalnih strategij, izražene v enotah kliničnih izidov, kot so dodatno leto življenja;[4]
- analiza stroškovne uporabnosti (angl. Cost-Utility Analysis) – je posebna oblika analize stroškovne učinkovitosti, ki primerja stroške in humanistične izide zdravljenja (npr. QALY, DALY);[1]
- analiza stroškovne koristi (angl. Cost-Benefit Analysis) – je manj pogosto uporabljena oblika farmakoekonomske analize in se pri njej zdravstvene koristi, ki jih prinaša določena strategija zdravljenja, izraža v denarnih enotah in se potem primerja z dodatnimi stroški, ki jih prinaša ta strategija.[5]

## Upoštevani stroški
V farmakoekonomskih stroških se upoštevajo:
- neposredni (direktni) medicinski stroški – npr. stroški zdravil, dela zdravstvenih delavcev, hospitalizacij, medicinskega materiala ...;
- neposredni (direktni) nemedicinski stroški – stroški za prevoz, pripomočke za nego doma ...;
- posredni (indirektni) stroški – npr. strošek zaradi nezmožnosti za delo, izguba zaslužka, manjša proizvodnja zaradi izostankov z dela, stroški zaradi smrtnosti ... in
- neotipljivi stroški – npr. vrednost bolečine, trpljenja bolnika in bolnikove družine, čustvena prizadetost zaradi bolezni (te najtežje opredelimo in ovrednotimo).